# Barbourmeade
Barbourmeade é uma cidade localizada no estado americano de Kentucky, no Condado de Jefferson.

## Demografia
Segundo o censo americano de 2000, a sua população era de 1260 habitantes. 
Em 2006, foi estimada uma população de 1311, um aumento de 51 (4.0%).

## Geografia
De acordo com o United States Census Bureau tem uma área de 
1,1 km², dos quais 1,1 km² cobertos por terra e 0,0 km² cobertos por água.

## Localidades na vizinhança
O diagrama seguinte representa as localidades num raio de 4 km ao redor de Barbourmeade. 